# کرامت‌الله عمادی
کرامت‌الله عمادی (زادهٔ ۱۳۱۹ در سمیرم) نمایندهٔ حوزهٔ انتخابیهٔ سمیرم در دورهٔ ششم مجلس شورای اسلامی بوده‌است.